# Тигровый мирихт
Тигровый мирихт, или тигровый острохвостый угорь (лат. Myrichthys tigrinus), — вид лучепёрых рыб из семейства острохвостых угрей. Морской тропический угорь, известный из восточной и юго-восточной части Тихого океана, в том числе у побережья Чили, Коста-Рики, Колумбии, Сальвадора, Эквадора, Мексики, Гватемалы, Никарагуа, Панамы, Гондураса и Перу. Он обитает на глубине от 0 до 60 метров, и живёт на илистых и песчаных грунтах. Максимальная длина тела 74 сантиметра, но чаще только 60 сантиметров.
Тигровый мирихт не имеет коммерческого значения для рыболовства. Из-за широкого распространения в Тихом океане, отсутствия известных угроз и наблюдаемого сокращения численности популяции, Красная книга МСОП в настоящее время считает этот вид находящимся вне опасности исчезновения.